# Josecarlos Van Rankin
Josecarlos Van Rankin Galland (* 14. Mai 1993 in Mexiko-Stadt) ist ein mexikanischer Fußballspieler auf der Position eines Verteidigers, der auch die niederländische Staatsbürgerschaft besitzt.

## Laufbahn
Seinen ersten Profivertrag erhielt Van Rankin 2011 bei den UNAM Pumas, für die er zwischen 2011 und 2018 insgesamt 150 Spiele in der höchsten mexikanischen Spielklasse absolvierte und fünf Tore erzielte. Für die Saison 2018/19 wurde Van Rankin an den CD Guadalajara ausgeliehen, für den er gleich im Eröffnungsspiel der Apertura 2018 beim Club Tijuana am 21. Juli 2018 ein Tor erzielte. Sein Treffer zum vorübergehenden Ausgleich zum 1:1 in der 59. Minute konnte jedoch die 1:2-Auftaktniederlage der Mannschaft aus Guadalajara nicht verhindern.
Mit der mexikanischen U-20-Nationalmannschaft gewann er 2013 die CONCACAF U-20-Meisterschaft.

## Erfolge
- CONCACAF U-20-Meister: 2013